# Vụ tấn công Dinh Tổng thống La Habana 1957
Vụ tấn công Dinh Tổng thống La Habana năm 1957 là vụ ám sát hụt nhằm vào Tổng thống Cuba Fulgencio Batista tại Dinh Tổng thống ở La Habana, Cuba. Vụ việc bắt đầu vào khoảng 3 giờ 30 phút chiều ngày 13 tháng 3 năm 1957, do Menelao Mora, vốn là một nhóm thành viên thuộc đảng Partido Auténtico và nhóm đối lập sinh viên Ban Chỉ đạo Cách mạng ngày 13 tháng 3 tiến hành, nhưng không thành công trong mục tiêu ám sát Batista. Theo một trong những thành viên sáng lập của nhóm tên là Faure Chomón, họ đang theo đuổi chiến lược golpe arriba và tìm cách lật đổ chính phủ bằng cách sát hại Batista.
Cùng ngày, một cuộc tấn công tương tự nhắm vào đài phát thanh Radio Reloj bên trong Tòa nhà Radiocentro CMQ. Kế hoạch của việc này là công bố cái chết của Batista trên Radio Reloj thế nhưng cuộc tấn công này cũng thất bại.

## Diễn biến

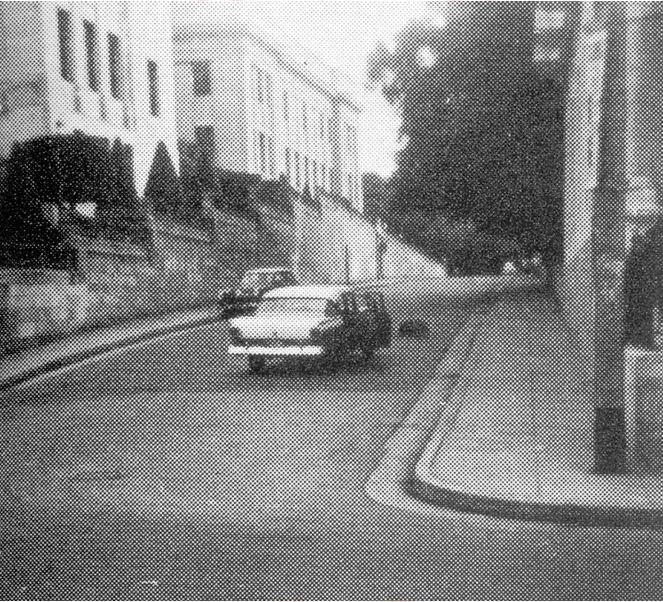
Chiếc xe do José Antonio Echeverría sử dụng bị bỏ lại trên đường sau vụ tấn công vào Dinh Tổng thống.

Kế hoạch tấn công, như Faure Chomón Mediavilla giải thích, là vây hãm Dinh Tổng thống bằng một đội biệt kích 50 người (46 người tham gia) và đồng thời hỗ trợ hoạt động của một trăm người đang chiếm giữ đài phát thanh Radio Reloj tại Tòa nhà Radiocentro CMQ để thông báo cái chết của Batista. Cuộc tấn công vào Dinh sẽ khiến Fulgencio Batista bị tiêu diệt.

### Vụ tấn công Dinh Tổng thống
Lúc 15 giờ 40 phút theo giờ địa phương, lực lượng xung kích chủ lực đến trước cổng chính Dinh Tổng thống trên hai xe sedan và một xe chở hàng. Họ được trang bị súng trường, súng tiểu liên, súng lục và lựu đạn. Tất cả đều mặc áo sơ mi để nhận dạng, vì những người trong Dinh đều mặc com-lê hoặc đồng phục.
Mười hai người lính phe chính phủ canh gác ở lối vào đã bị trúng đạn hoặc bỏ chạy tán loạn. Trong số 46 kẻ tấn công, 9 người đã tiếp cận được tầng hai tại cánh phía đông của cung điện, khoảng 10 người bị bắn hạ ở khu vực trống trải trước tòa nhà và số còn lại chiếm một phần tầng trệt. Tổng đài trong dinh bị một quả lựu đạn vô hiệu hóa.
Văn phòng của Batista nằm trên tầng ba đã bị một nhóm quân nổi dậy tiếp cận và hai lính canh thân tín bị giết gần bàn làm việc của ông. Bản thân Batista thì rút lui về phòng tổng thống ở tầng trên cùng, rồi toán vệ sĩ tập hợp lại và nã đạn vào những kẻ tấn công cả bên trong dinh lẫn khu tiền sảnh bên dưới. Lúc này lực lượng tiếp viện của quân đội và cảnh sát vừa đặt chân đến đây trong khi xe tăng được gọi về gấp. Quân nổi dậy trong dinh buộc phải rút lui, một số bị giết trên cầu thang chính. Chỉ có ba người kịp thời trốn thoát khỏi tòa nhà này.
Lực lượng tấn công chính được sự yểm trợ từ một nhóm gồm 100 người có vũ trang, dự định chiếm giữ các tòa nhà cao nhất trong khu vực xung quanh Dinh Tổng thống (La Tabacalera, Khách sạn Sevilla, Cung điện Mỹ thuật) và từ các vị trí này, trợ giúp đội quân chính. Tuy nhiên, hoạt động yểm trợ thứ cấp này bất thành do những tay súng được giao nhiệm vụ đánh chiếm các tòa nhà này do dự và không chịu tiến đến.
Nhóm tấn công giao tiếp bằng mật mã để ngăn chặn kẻ lạ xâm nhập hoặc tránh tiết lộ cuộc tấn công trong bất kỳ cuộc bàn luận nào. Nhóm thỏa thuận ngay từ đầu rằng sẽ gọi dinh tổng thống này là "la casa de los tres kilos". Dù nhóm tấn công đã lên đến tầng ba trong dinh nhưng họ không xác định được vị trí hay sát hại được Batista.

### Vụ tấn công đài Radio Reloj

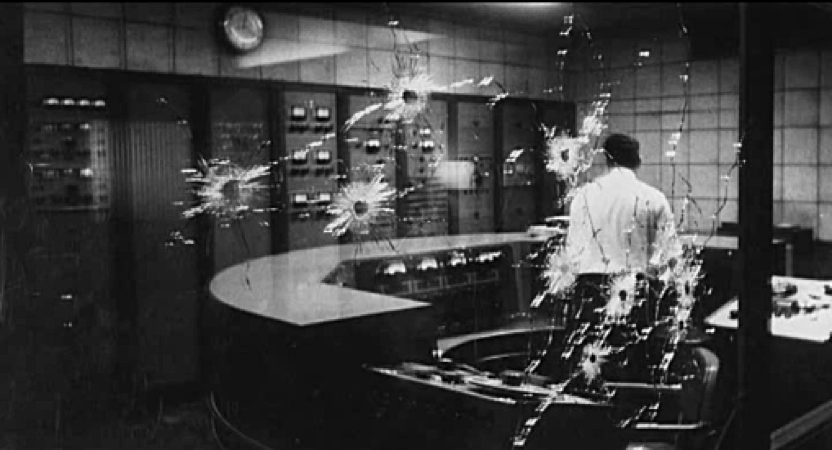
Lỗ đạn trên kính tại Tòa nhà Radiocentro CMQ.

Vụ tấn công đài Radio Reloj, nằm bên trong Tòa nhà Radiocentro CMQ tại Calle 23 và L thuộc khu phố El Vedado, dưới sự lãnh đạo của José Antonio Echeverría cùng với những người khác gồm Fructuoso Rodríguez, Joe Westbrook, Raúl Diaz Argüelles và Julio García Olivera. Nhóm khởi hành từ một căn hộ tầng hầm nằm trên Calle 19 giữa Calles B và C hướng đến Tòa nhà Radiocentro CMQ trên ba ô tô, trong đó có một xe tải chở hàng. Vào lúc 3 giờ 21 phút chiều ngày 13 tháng 3 năm 1957, José Antonio bước đến đài Radio Reloj và sau khi nhận thông báo, ông đã đọc một tuyên bố đã soạn sẵn trên đài phát thanh, công bố về cái chết của Batista mặc dù sự việc này chưa thực sự xảy ra.
"Nhân dân Cuba, trong những khoảnh khắc này, nhà độc tài Fulgencio Batista vừa bị hạ bệ. Trong hang ổ của Dinh Tổng thống, nhân dân Cuba đã đến đây hòng giải quyết vấn đề. Và chính chúng tôi, Ban Chỉ đạo Cách mạng, nhân danh Cách mạng Cuba đã ban ân huệ cho chế độ nhục nhã này. Nhân dân Cuba hãy lắng nghe lời tôi nói. Chế độ này vừa bị xóa xổ..."

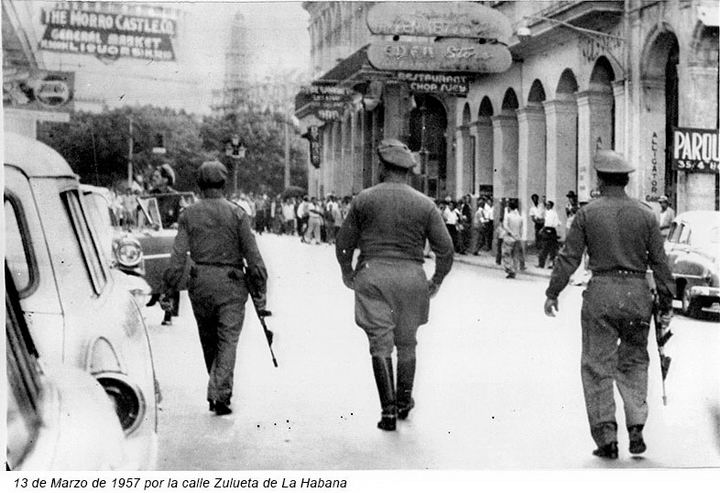
Cảnh sát La Habana được trang bị vũ khí tự động sau vụ tấn công.

Chiến dịch thất bại, Batista chưa bao giờ bị giết, và nhóm lính bảo vệ tháp truyền tải đài Radio Reloj ở Arroyo Arenas đã đánh sập đường truyền. José Antonio bị cảnh sát bắn chết ở góc phố nơi giao nhau của đường Ngày 27 tháng 11 và đường L, trên đường trở lại trường đại học.
Otto Hernández Fernández, người sống sót cuối cùng sau vụ tấn công Radio Reloj, nhớ lại các sự kiện:
"Nhóm tấn công đi trên ba chiếc ô tô tới đài Radio Reloj. Carlos Figueredo đi cùng với tư cách là tài xế của chúng tôi, Fructuoso Rodríguez, José Antonio Echeverría, Joe Westbrook và tôi. Theo kế hoạch của chúng tôi, Echeverría là người duy nhất phải đến được cửa nhà đài CMQ. Hai người còn lại có nhiệm vụ đóng chốt tại mỗi góc để tránh bị làm phiền. Họ bước vào tòa nhà cùng chỉ huy. Trong lúc họ lên buồng truyền động, tài xế tập trung ngăn cản xe di chuyển ra ngoài, còn tôi cầm súng máy bước ra ngoài để đảm bảo xe quay trở lại mà không gặp sự cố. Khoảng năm phút sau, tôi thấy người gác cửa bắt đầu đóng một cánh cửa kính lớn. Trong khi Figueredo bắn hai phát từ ghế của mình, tôi đi đến lối vào của CMQ, tôi chĩa (súng của tôi) vào người bảo vệ và nói "đừng đóng, vì nếu anh làm vậy tôi sẽ dùng đạn bắn bung cửa". Người đàn ông đó đứng yên không nhúc nhích. Chỉ một lúc sau, José Antonio và những người khác đi xuống. Họ đã cắt đường truyền và chưa đọc xong bản thông điệp. Khi chúng tôi đi qua góc đường Jovellar và L, chúng tôi cảm nhận tiếng còi xe cảnh sát đang đuổi theo. Ngay lúc đó tôi đã bảo Figueredo người Trung Quốc giữ im lặng và để đội tuần tra đi qua. Vâng, anh ta lao đi như một quả cầu lửa và gần như đâm vào xe cảnh sát. Sau cú va chạm, tôi ngã xuống đất, nhưng tôi nhớ José Antonio đã muốn mở tung cửa xe và bắn cảnh sát như thế nào. Thậm chí đến tận bây giờ tôi vẫn còn nhớ rất rõ hình ảnh gã béo gần như gục xuống trước mặt chúng tôi".

### Thương vong

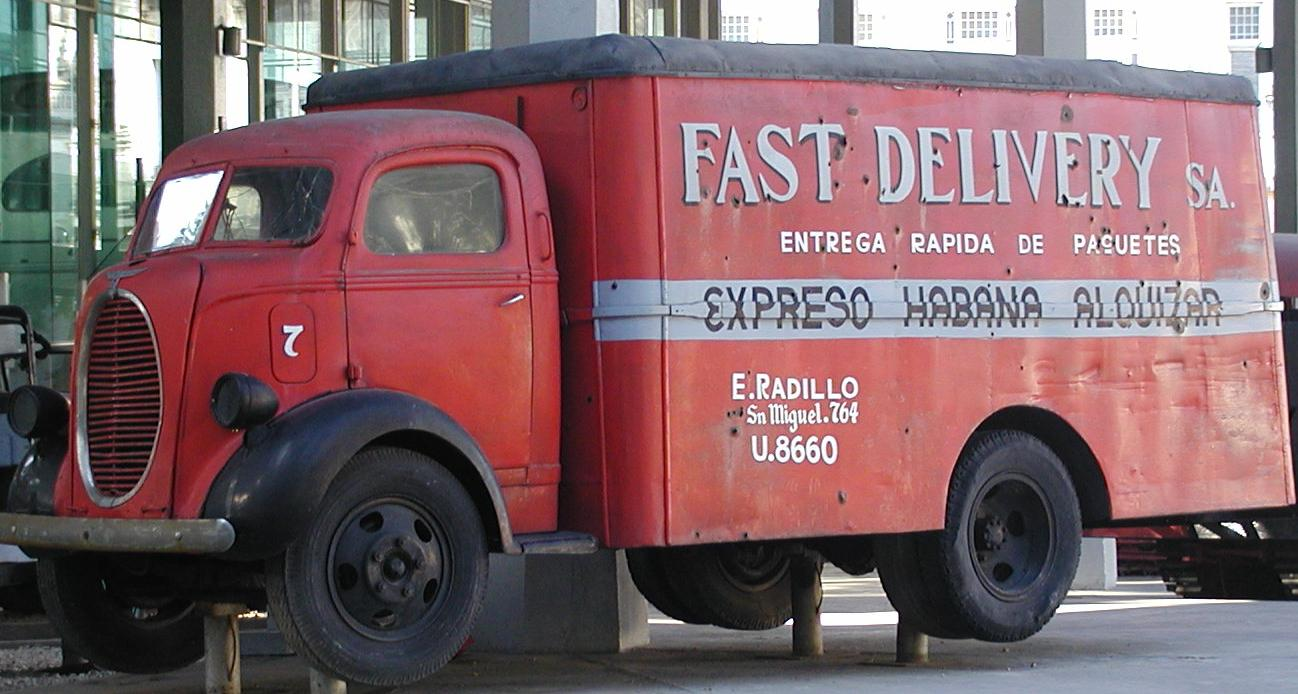
Chiếc xe tải chở hàng được những kẻ tấn công sử dụng.

Hai mươi trong số 100 thành viên đội cận vệ tổng thống của Batista đã thiệt mạng. Bốn mươi hai phiến quân tham gia cuộc tấn công vào dinh tổng thống; 34 người đến từ đảng Partido Autentico, và phần còn lại là xuất thân từ nhóm sinh viên Ban Chỉ đạo Cách mạng ngày 13 tháng 3.
Bị giết tại Dinh Tổng thống là Menelao Mora Morales, 52 tuổi, Carlos Gutíerrez Menoyo (anh trai của Eloy Gutiérrez Menoyo), 34 tuổi, José Luis Gómez Wangüemert, 31 tuổi, José Briñas Garcia, 26 tuổi, Ubaldo (Waldo) Diaz Fuentes, 28 tuổi, Abelardo Rodriguez Mederos, 30 tuổi (người lái một trong những chiếc ô tô) là José Castellanos Valdes, (bí danh "Ventrecha"), 35 tuổi, Evelio Prieto Guillaume, 33 tuổi, Adolfo Delgado, Eduardo Panizo Bustos, 32 tuổi, Pedro Esperon, 45 tuổi, Reinaldo León Llera, 39 tuổi, Norberto Hernández Nodal, 45 tuổi, Pedro Nulasco Monzón, 30 tuổi, Pedro Tellez Valdes, 37 tuổi, Mario Casañas Díaz, 28 tuổi, Asterlo Enls Masa de Armas, 25 tuổi, Gerardo Medina Candentey, Carlos Manuel Pérez Domingues, 45 tuổi, Angel Salvador González González, 54 tuổi, Adolfo Raúl Delgado Rodriguez, 29 tuổi, Ramón Alraro Betancourt, 36 tuổi, Celestino Pacheco, Eduardo Domingues Aguilar, 50 tuổi, Pedro Zayden Rivera, 25 tuổi, Luis Felipe Almeida Hernandez, 35 tuổi, José Hernández, Salvador Alfaro và Ormani Arenado Llonch.
Bị giết tại Radio Reloj là José Azef, Aestor Bombino, José Antonio Echevarria, Otto Hernandez và Pedro Martinez Brito.
Sống sót sau vụ tấn công là Angel Eros, Amador Silveriño (tài xế xe tải "Fast Delivery"). Orlando Manrique, Orlando Lamadrid Velazco, Sergio Pereda Velazco, Santiago Aguero, Manuel Toranzo, Ricardo Olmedo (bị thương trong vụ tấn công; rồi về sau bị bắn vì cố gắng tấn công giết Fidel Castro), 40 tuổi, Faure Chomón, Antonio Castell Valdes, Juan Gualberto Valdes, José M. Olivera, Marcos Leonel Remigio González, Juan José Alfonso Zuñiga, Evelio Álvarez và Luís Goicochea.

## Hậu quả

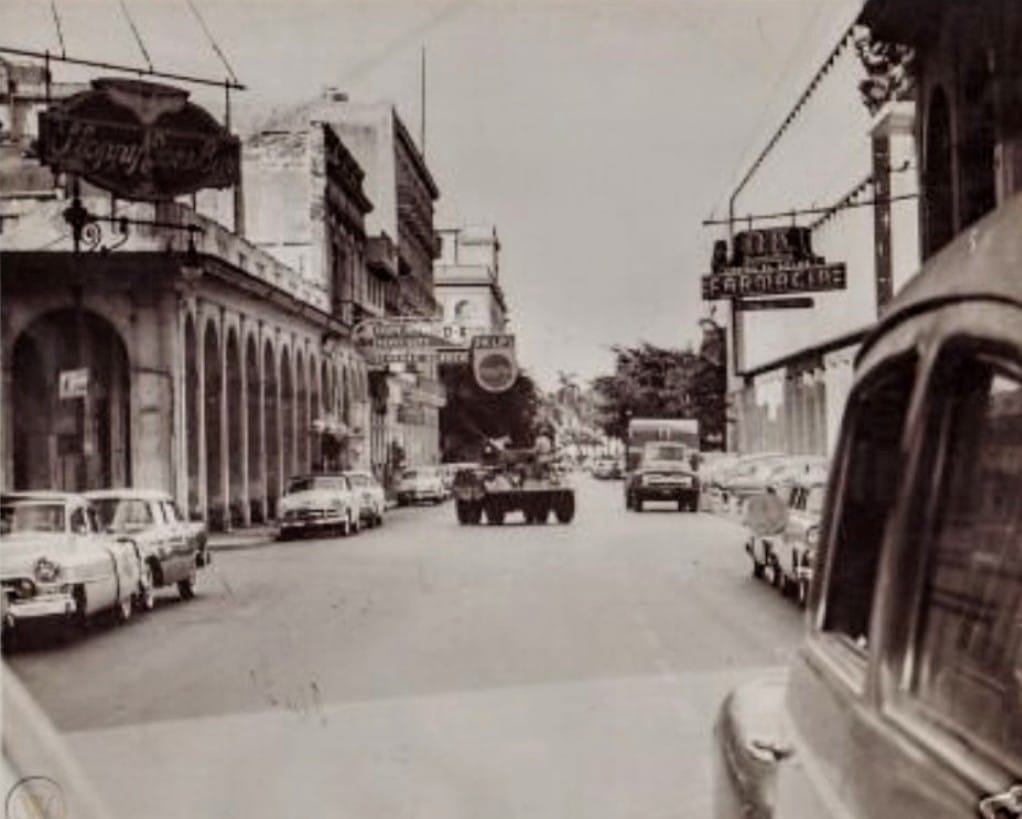
Xe quân đội Cuba trên phố Calle Zulueta ngay sau vụ tấn công vào Dinh Tổng thống.

Tòa án Khẩn cấp La Habana tuyên bố sẽ xét xử vào ngày 5 tháng 4 năm 1957 đối với những người bị buộc tội trong vụ tấn công ngày 13 tháng 3. Hai cá nhân bị bắt rồi đem ra xét xử: Orlando Olmedo Moreno, bị thương trong vụ tấn công và Efrain Alfonso Liriano. Tất cả những người khác có liên quan tới vụ tấn công đều trốn thoát hoặc bị giết.

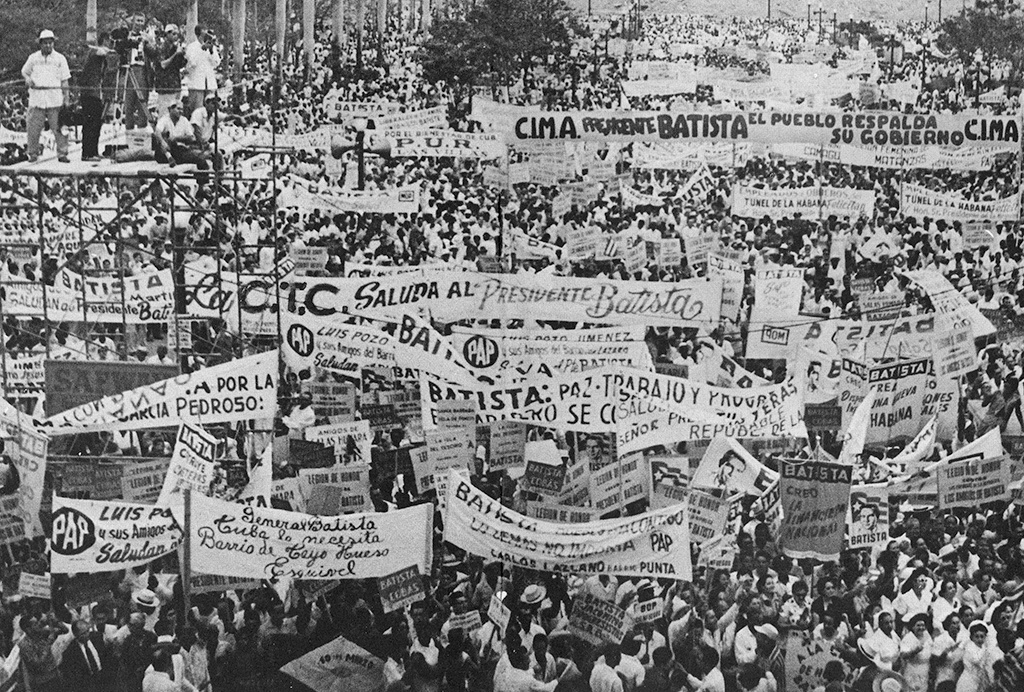
Những người ủng hộ Batista trong cuộc Tuần hành Khôi phục Trật tự Công cộng ngày 7 tháng 4 năm 1957.

### Tuần hành Khôi phục Trật tự Công cộng
Tuần hành Khôi phục Trật tự Công cộng của người dân La Habana về vụ tấn công Dinh Tổng thống ngày 13 tháng 3 diễn ra vào ngày 7 tháng 4 năm 1957. Theo báo cáo, có hơn 250.000 người tham dự.

Gửi R. Hart Phillips
Đặc biệt cho tờ New York Times. LA HABANA, ngày 7 tháng 4—Hàng nghìn người đã tuần hành đến Dinh Tổng thống vào chiều nay để bày tỏ sự ủng hộ của họ đối với Tổng thống Fulgencio Batista. Đại biểu của giới lao động, thương mại, công nghiệp, Chính phủ, các chính đảng và những người ủng hộ chính quyền đã lấp đầy khu công viên phía trước dinh và tất cả đường phố lân cận. Các tấm áp phích và biểu ngữ do những người tuần hành mang theo tuyên bố tán thành các chính sách của Tướng Batista, chương trình công ích của ông và những nỗ lực của ông nhằm trấn áp các hoạt động cách mạng của kẻ thù. Một biểu ngữ lớn có nội dung "Vì Batista, trong Quá khứ, Hiện tại và Mãi mãi." Một biểu ngữ khác viết "Năm Trăm Cư Dân Mỹ Ở Isle of Pines Đặt Niềm Tin Vào Batista". Bài phát biểu quan trọng của cuộc tuần hành này là "Hòa bình". Những đàn bồ câu trắng được thả trong cuộc tuần hành nhằm biểu thị mong ước hòa bình. Chính phủ đã thực hiện các biện pháp phòng bị để bảo vệ đoàn người tuần hành. Cảnh sát được trang bị súng trường vây quanh dinh tổng thống. Trên tất cả các mái nhà gần đó đều có cảnh sát và binh lính được trang bị súng trường và súng máy túc trực.

### Golpeando Arriba
Ngày 22 tháng 1 năm 1959, Fidel Castro giải thích với các nhà báo tập trung tại Phòng Copa của Khách sạn Habana Riviera cùng với các chủ đề khác, rằng việc hành xử theo kiểu golpear arriba, là một trong những "khái niệm sai lầm về cách mạng" bởi vì "chuyên chế không phải là một con người; chuyên chế là một hệ thống (...) Chúng tôi chưa bao giờ ủng hộ chuyên chế hoặc đảo chính quân sự, [có xu hướng] khắc sâu vào người dân một nỗi lo bất lực". Vài tháng trước, Castro đã khiển trách Guevara vì ký hiệp ước với Rolando Cubela, trung úy của Chomon trong lực lượng du kích DR-13-3 ở vùng núi Escambray, "Pacto del Pedrero". Bức thư đề ngày ở Palma Soriano ngày 26 tháng 12 năm 1958; một phần trong đó ghi:
"Anh đang phạm phải một sai lầm chính trị nghiêm trọng khi chia sẻ quyền lực, uy tín và sức mạnh của mình với Ban Chỉ đạo Cách mạng. Thật vô nghĩa khi nuôi dưỡng một nhóm nhỏ mà chúng ta biết rất rõ về ý định và tham vọng của họ và trong tương lai sẽ là nguồn gốc của vấn đề".

### Thảm sát Humboldt 7
Sự thất bại của vụ tấn công này đã dẫn đến một cuộc đàn áp rộng lớn của cảnh sát đối với thành phần chống đối Batista, thường liên quan đến việc giết hại những nhà cách mạng ngoài vòng pháp luật, bất kể họ có vũ trang hoặc chống trả lại. Ngày 20 tháng 4 năm 1957, bốn nhà cách mạng DRE không vũ trang trước đây từng tham gia vào vụ tấn công này đã bị cảnh sát La Habana bắn chết khi họ cố chạy trốn khỏi căn hộ an toàn của mình trong một cuộc đột kích. Sự kiện này đã dẫn đến sự chỉ trích của dư luận đối với cảnh sát và sau cuộc cách mạng, chế độ mới liền cho bắt giữ, xét xử và hành quyết (1964) Marcos Rodriguez (Marquitos), một nhà cách mạng khác đã phản bội bốn người kia.